# Акростемон
Акростемон (лат. Acrostemon) — род растений семейства Вересковые (Ericaceae).
Впервые род был описан в 1838 году журнале «Linnaea».
Ряд источников включат представителей этого рода в состав рода Эрика (Erica).
Представители рода распространены в Южной Африке.

## Виды
По информации базы данных The Plant List, род включает 11 видов:
- Acrostemon barkerae Compton
- Acrostemon equisetoides Klotzsch
- Acrostemon eriocephalus N.E.Br.
- Acrostemon glandulosus Rach
- Acrostemon hirsutus Klotzsch
- Acrostemon incanus Klotzsch
- Acrostemon incurvus Benth.
- Acrostemon schlechteri N.E.Br.
- Acrostemon stokoei L.Guthrie
- Acrostemon thunbergii Alm & T.C.E.Fr.
- Acrostemon xeranthemifolius (Salisb.) E.G.H.Oliv.